# شب تعطیلات
شب تعطیلات ششمین آلبوم کره‌ای و مجموعاً نهمین آلبوم گروه گرلز جنریشن است. این آلبوم به صورت دیجیتالی در ۴ اوت و به‌طور فیزیکی در ۷ آگوست سال ۲۰۱۷ توسط اس.ام. انترتینمنت، برای گرامیداشت دهمین سالگرد پایه‌گذاری این گروه، منتشر شد. لی سومان -بنیانگذار کمپانی اس.ام. - خود شخصاً به عنوان تهیه‌کننده در این آلبوم مشارکت کرد.
«شب تعطیلات» آلبوم پاپی است که شامل ده آهنگ از جمله تک‌آهنگ‌های «تعطیلات» و «تمام شب» می‌شود که همزمان با انتشار دیجیتال آلبوم منتشر شدند. این آلبوم در رتبهٔ دوم فهرست آلبوم گائون قرار گرفت و تا سپتامبر ۲۰۱۷ بیش از ۱۶۰٬۰۰۰ نسخه فیزیکی فروخته‌است. همچنین، «شب تعطیلات» در صدر جدول آلبوم‌های بیلبورد و جی-میوزیک تایوان قرار گرفت و در جدول آلبوم‌های فرانسه، استرالیا، ژاپن و نیوزلند نیز قرار گرفت.

## زمینه و ترکیب‌بندی
«شب تعطیلات» شامل ده آهنگ در ژانرهای مختلف است. اولین تک‌آهنگ «تمام شب» توسط کنزی نوشته شده‌است، کسی که اولین ترانهٔ گرلز جنریشن یعنی «به سوی دنیای جدید» را تولید کرد. تک‌آهنگ دوم، «تعطیلات»، نیز توسط کنزی اما با همکاری سئوهیون، عضو گرلز جنریشن، نوشته شده‌است. سئوهیون نویسندگی آهنگ «شیرین زبونی» را نیز بر عهده داشت. آهنگ دیگری با عنوان «اون تویی»، که ادای احترامی به نامهٔ یک طرفدار است که بدست گروه رسیده بود، توسط عضو دیگر گروه، یوری نوشته شده‌است.

## تبلیغات
برای بزرگداشت سالگرد خود، گرلز جنریشن در ۵ آگوست سال۲۰۱۷، در سالن پارک المپیک یک جشن دیدار با طرفداران با عنوان «تعطیلات به یادماندنی» برگزار کردند، جایی که برای اولین بار «تعطیلات»، «تمام شب» و «برای بار آخر» را اجرا کردند. آنها تک آهنگ‌های جدید خود را در برنامه‌های تلویزیونی موسیقی در ۱۰، ۱۲ و ۱۳ اوت ۲۰۱۷ اجرا کردند.

## لیست آهنگ
| شماره      | نام                    | سراینده                   | آهنگساز                                                 | مدت   |
| ---------- | ---------------------- | ------------------------- | ------------------------------------------------------- | ----- |
| ۱.         | «دخترا برگشتن»         | جو یون کویونگ من یونگ هیو | Deez آن جودیت استوکه ویک، چه جمال پاپ                   | ۳:۲۸  |
| ۲.         | «تمام شب»              | کنزی                      | اولیپوپ دانیل سزار لودویگ لیندل هایلی آیتکن سزار و لوئی | ۳:۴۶  |
| ۳.         | «تعطیلات»              | سئوهیون JQ کیم هیه جونگ   | لارنس لی مارتا گراورس لوئیز فریک سوون                   | ۳:۲۴  |
| ۴.         | «طرفدار»               | کنزی، ماریسا              | کنزی                                                    | ۳:۵۶  |
| ۵.         | «یکی‌یدونه»             | ۸ ژانویه                  | آندریاس اوبرگ ماریا مارکوس گوستاو کارلستروم             | ۳:۲۲  |
| ۶.         | «برای بار آخر»         | مافلای لی هی جو           | مایک وودز کوین وایت اندرو باززی MZMC Rice n' Peas       | ۳:۴۰  |
| ۷.         | «شیرین زبونی»          | سئوهیون                   | وسلی گرادوفسکی کارولین جردن آلیس پنروز موساشی           | ۳:۲۶  |
| ۸.         | «عشق تلخه»             | هوانگ هیون                | هوانگ هیون مایو واکیزاکا                                | ۳:۴۳  |
| ۹.         | «اون تویی» (오랜 소원) | یوری                      | کوین شارژ کلر رودریگز لی                                | ۳:۵۹  |
| ۱۰.        | «آسمونو روشن کن»       | کنزی                      | کنزی اریک لیدبوم                                        | ۴:۰۱  |
| مجموع مدت: | مجموع مدت:             | مجموع مدت:                | مجموع مدت:                                              | ۳۷:۰۱ |